# Ampola

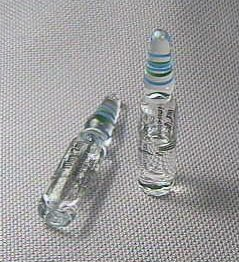
Ampolas contendo produtos farmacêuticos

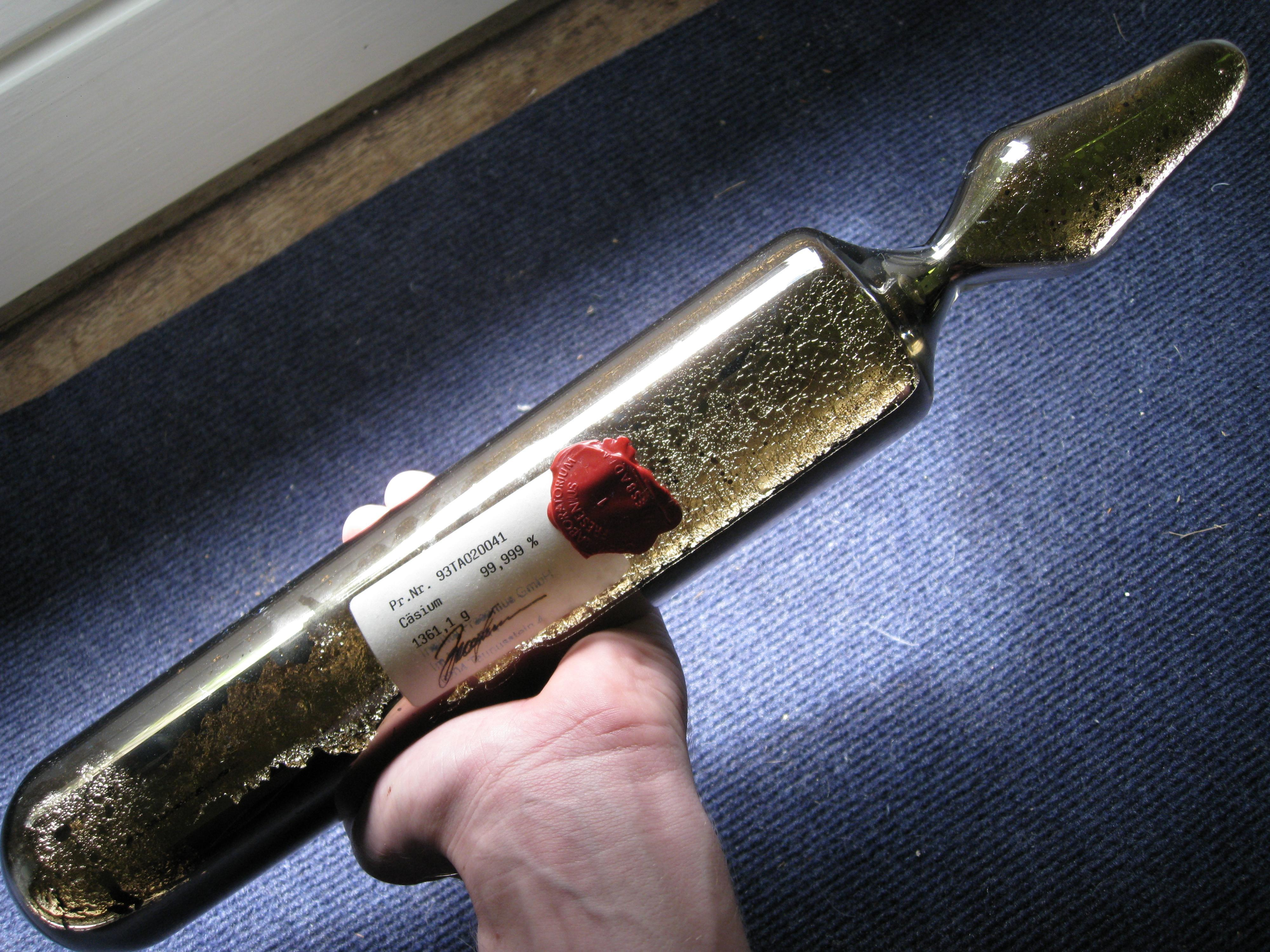
Uma grande ampola contendo 1,3 kg de césio.

Uma ampola, empola ou âmbula é um pequeno frasco selado o qual é usado para conter uma amostra, usualmente um sólido ou líquido. Ampolas são comumente feitas de vidro, embora ampolas plásticas existam.
Ampolas modernas são mais comumente usadas para conter produtos farmacêuticos e químicos que devem ser protegidos do ar e de contaminantes. Eles são hermeticamente selados fundindo o topo fino com uma chama aberta, e usualmente abertos arrebentando o pescoço. Se devidamente feita, esta última operação cria uma abertura limpa sem qualquer cacos de vidro extras ou lascas.